# Edaphodon
Genre
Edaphodon est un genre fossile de poissons cartilagineux Chimaeriformes ayant vécu du Crétacé au Pliocène.

## Description
Leur denture est constituée de plaques palatines, plaques mandibulaires et vomériennes portant chacune des triturateurs internes, externes, et médians dont le rôle est de broyer.

## Classification
Le genre Edaphodon est décrit en 1838 par le paléontologue britannique William Buckland (1784-1856).

## Liste des espèces
- † Edaphodon agassizi - Buckland, 1835
- † Edaphodon antwerpiensis - Leriche, 1926
- † Edaphodon bucklandi - Agassiz, 1843
- † Edaphodon eyrensis - Long, 1985
- † Edaphodon hesperis - Shun, 2010
- † Edaphodon kawai - Consoli, 2006
- † Edaphodon laqueatus - Leidy, 1873
- † Edaphodon leptognathus - (n'a pas été classé formellement) Agassiz
- † Edaphodon minor
- † Edaphodon mirabilis - (n'a pas été classé formellement)
- † Edaphodon mirificus - Leidy, 1856
- † Edaphodon sedgwicki -  Agassiz, 1843
- † Edaphodon smocki - Cope
- † Edaphodon stenobryus - Cope
- † Edaphodon tripartitus - Cope